# Oberndorf (Schweinfurt)
Oberndorf ([ˈoːbɐnˌdɔʁf] ⓘ) ist ein Stadtteil und eine namensgleiche Gemarkung der kreisfreien Stadt Schweinfurt.
Die Gemeinde Oberndorf kam 1919 durch Eingemeindung zu Schweinfurt. Oberndorf gehörte bis zur Auflösung der Reichsstadt Schweinfurt im Jahre 1802 zu ihrem Territorium und ist die einzige Gemeinde, die seitdem in die Stadt eingemeindet wurde.
Die Gemarkung Oberndorf ist nicht deckungsgleich mit dem gleichnamigen Stadtteil, sondern besitzt über die doppelte Fläche. Auf ihr liegen mehrere Stadtteile im Westen und Süden Schweinfurts, darunter nahezu das gesamte Stadtgebiet südlich des Mains. Die Gemarkung Oberndorf, auf der sich u. a. der Stadtteil Bergl befindet, hat etwa 13.000 Einwohner; um 1970 hatte sie mit etwa 18.000 Einwohnern ihren Höchststand. Dieser Artikel behandelt nicht die gesamte Gemarkung, sondern nur den Stadtteil Oberndorf, der für amtlich-statistische Zwecke als Bezirk 61 und 62 geführt wird.
Der Stadtteil hat trotz der in ihm liegenden Großindustrie in seinem historischen Ortskern seinen dörflichen Charakter weithin bewahrt. In Oberndorf wurde 1812 der Erfinder des Tretkurbel-Fahrrads Philipp Moritz Fischer geboren.

## Etymologie
Der Name Roumfeld wandelte sich über die Jahrhunderte schließlich zu Rheinfeld. Die jeweiligen Namen waren gemeinsame Bezeichnungen für die vier Orte Bergrheinfeld, Grafenrheinfeld, Rothrheinfeld (Röthlein) und Obernrenfelt bzw. Obernrheinfeld, wie Oberndorf vor 1436 ursprünglich hieß (noch ältere Schreibweise u. a. Obernroumfelt).

## Geographie

### Lage und Grenze der Gemarkung
Die Gemarkung Oberndorf liegt in der Südwestecke des Stadtgebietes. Nördlich des Mains verläuft die Grenze zwischen den Gemarkungen Oberndorf und Schweinfurt entlang des Oberen Geldersheimer Weges, der Fritz-Drescher-Straße und der Landwehrstraße. Südlich des Mains befinden sich die Stadtteile Hafen-Ost, Hafen-West und Maintal auf Oberndorfer Gemarkung.
Der Hauptbahnhof und die gesamte heutige Schweinfurter Großindustrie, mit Ausnahme der Hauptverwaltung der SKF Deutschland GmbH, liegen auf Oberndorfer Gemarkung.

### Grenze des Stadtteils
Zum Stadtteil Oberndorf wird nur der Bereich der Gemarkung Oberndorf gezählt, der sich zwischen dem Hauptbahnhof, der Bahnlinie nach Erfurt und dem Main befindet. Der Hauptbahnhof wird dem statistischen Bezirk 62 und damit dem Stadtteil Oberndorf zugeordnet.

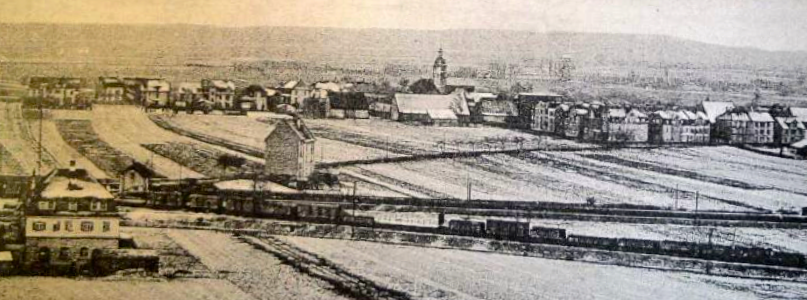
Oberndorf in den 1910er Jahren, im Hintergrund der Steigerwald. Die Bahnstrecke nach Erfurt (vorne) bildet die Grenze zwischen den heutige Stadtteilen Oberndorf und Bergl. Die Bahnstrecke unmittelbar dahinter führt nach Würzburg. Vorne links das Oberndorfer Wasserhaus von 1911 und am rechten Ortsrand der Häuserblock Kornstraße/Bismarckstraße (heute Engelbert-Fries-Straße). Unmittelbar links des Hauses links der Bildmitte verläuft heute die Franz-Josef-Strauß-Brücke (Bahnüberführung).
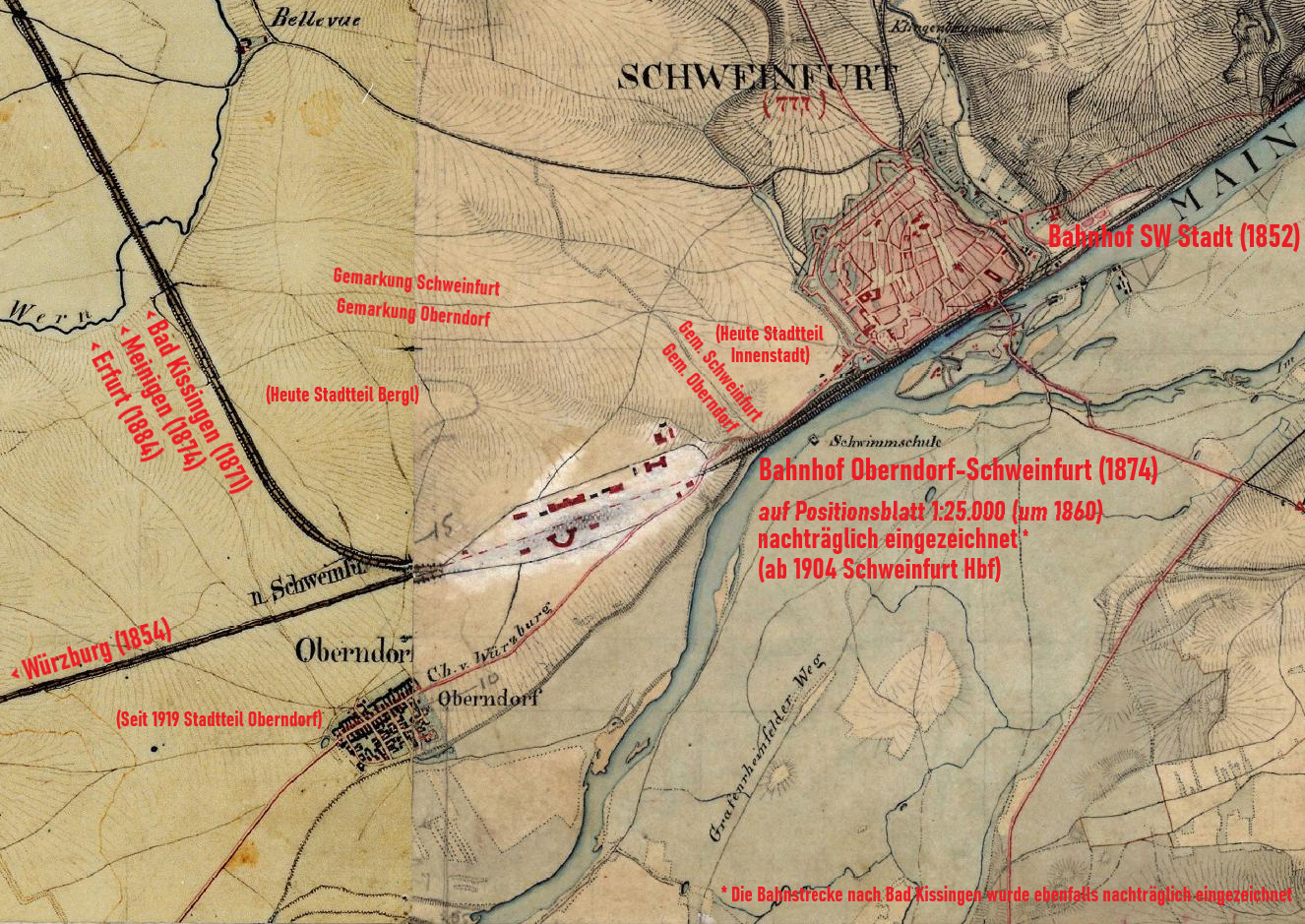
Bayerische Urpositionsblätter Oberndorf-Schweinfurt (um 1860)

## Statistische Bezirke
Der Stadtteil Oberndorf wurde von der Stadt Schweinfurt für amtlich-statistische Zwecke in drei Bezirke unterteilt:
- 61 Oberndorf Süd
- 62 Oberndorf Mitte
- 63 Oberndorf Nordwest (Münzberg, nahezu unbesiedelt)

## Einwohnerentwicklung und Sozialstruktur
| Status 31. Dez. 2022                               | Oberndorf Statistische Bezirke 61 und 62 | Gesamtgebiet Schweinfurt |
| -------------------------------------------------- | ---------------------------------------- | ------------------------ |
| Deutsche                                           | 81,6 %                                   | 77,4 %                   |
| Ausländer                                          | 18,4 %                                   | 22,6 %                   |
| Anteil Doppelstaatler an der deutschen Bevölkerung | 13,5 %                                   | 17,1 %                   |

Letztmals wurde Oberndorf separat mit 4943 Einwohnern in 343 Wohngebäuden im Ortschaften-Verzeichnis für den Freistaat Bayern, nach der Volkszählung vom 16. Juni 1925 und dem Gebietsstand vom 1. Januar 1928 nachgewiesen. Im Amtlichen Ortsverzeichnis für Bayern, bearbeitet auf Grund der Volkszählung vom 13. September 1950 ist Oberndorf nur noch mit dem Hinweis „mit der Stadt baulich verwachsen“ erwähnt. Im Ortschaften-Verzeichnis des Königreichs Bayern nach der Volkszählung von 1904 ist Oberndorf letztmals als eigene Gemeinde mit einer Fläche von 818,429 Hektar aufgeführt, wobei berücksichtigt werden muss, dass sich das einstige Gemeindegebiet Oberndorfs bis zur Landwehrstraße, an der Grenze zum heutigen Stadtteil Innenstadt, erstreckte. Bis heute grenzt die Gemarkung Oberndorf hier an die Innenstadt. Der heutige Stadtteil Oberndorf besitzt mit 3,5 km² weniger als die halbe Fläche der einstigen Gemeinde und kann deshalb statistisch nicht mit ihr gleichgesetzt werden.
Von den 1950er bis zu den frühen 1970er Jahren entstand auf dem Gebiet der Gemarkung bzw. der früheren Gemeinde Oberndorf der neue Stadtteil Bergl (9170 Einwohner 2022). Das Gebiet der Gemarkung Oberndorf betrug somit im Jahre 2022 im nordmainischen Bereich 11.653 Einwohner.
Die Sozialstruktur Oberndorfs unterscheidet sich von allen anderen Stadtteilen. Es fällt auf, dass der Anteil der Deutschen über dem des Gesamtgebiets Schweinfurts liegt, trotz der Nähe zum Hauptbahnhof und zur Großindustrie, die sich im und unmittelbar um den Stadtteil befindet. Das ist auf alteingesessene Familien zurückzuführen, die über eigene Immobilien, vorwiegend im dörflichen Ortskern, verfügen und noch in ihren (meist restaurierten) Anwesen wohnen. Die spezielle Sozialstruktur spiegelt sich auch in den Wahlergebnissen wider. Bei der Bundestagswahl 2017 erreichte die CSU mit 34,3 % das beste Ergebnis aller Schweinfurter Stadtteile.

## Geschichte

### Mittelalter

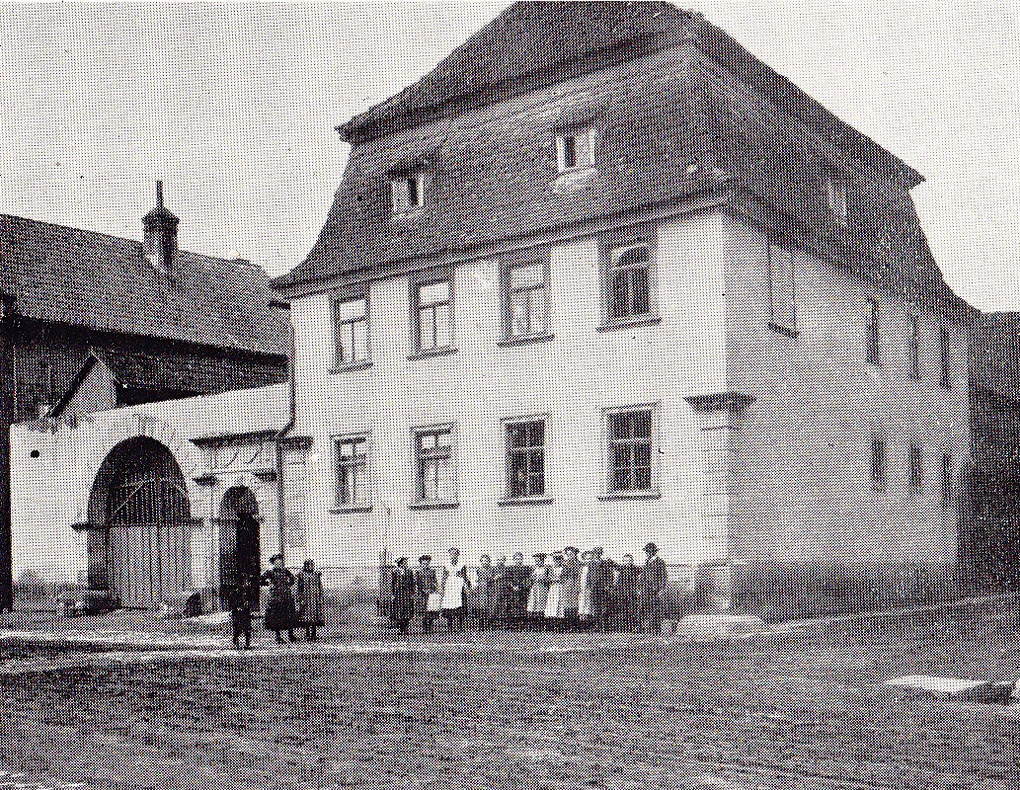
Hof eines reichen Bauern, erbaut 1800 in der Hauptstraße, mit Hofgesinde. Ende 19. Jahrhundert

Aufgrund positiver wirtschaftlicher Entwicklungen konnte die Reichsstadt Schweinfurt von den Brüdern Karl und Heinz von Thüngen am 22. Februar 1436 das Dorf Obernrenfelt, genannt Oberndorf, für 5900 Gulden erwerben.
Die Kreuzkirche steht anstelle einer mittelalterlichen Wasserburg Oberndorf. Turm und Chor der Kirche stammen aus dem 13. Jahrhundert und waren Teile der Burgkapelle (siehe: Kirchen und ehemalige Wasserburg).
Die Oberndorfer Fluren sind fruchtbar. Im Dorf gab es zu allen Zeiten reiche Bauern, die ihre Produkte im nahen Schweinfurt vermarkten konnten.

### Reichsdeputationshauptschluss
Durch den Reichsdeputationshauptschluss kam Schweinfurt 1802 zu Bayern (siehe: Schweinfurt, Königreich Bayern). Oberndorf und alle anderen zum reichsstädtischen Territorium gehörenden Dörfer wurden ausgegliedert. Oberndorf wurde dadurch eine eigenständige Gemeinde mit Gemeinderat und Bürgermeister.
Siehe auch: Rheinfeld (Wüstung)

### Ab 1815

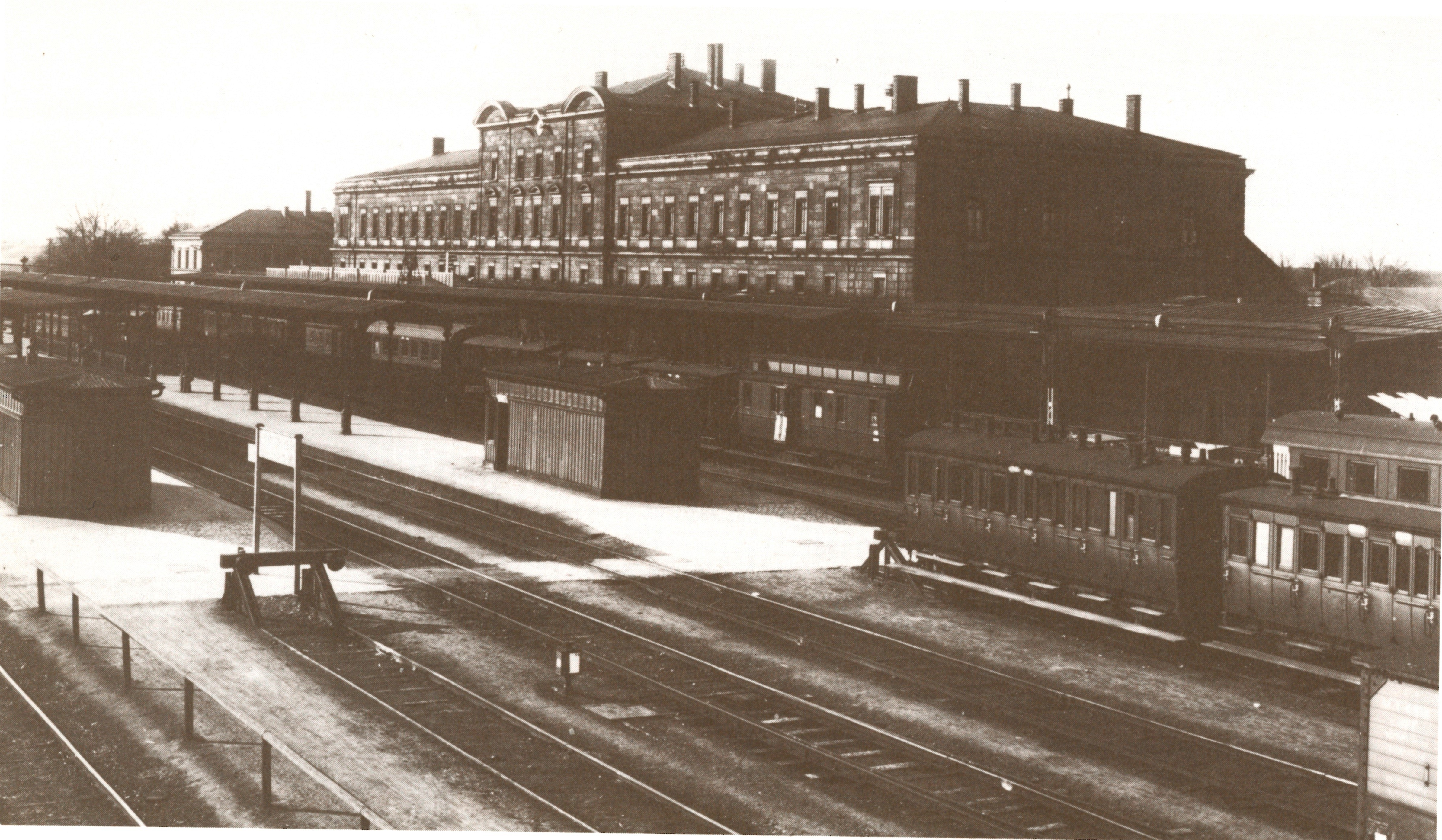
Bahnhof Oberndorf-Schweinfurt, erbaut 1874; seit 1903/04 Schweinfurt Hauptbahnhof. Um 1903

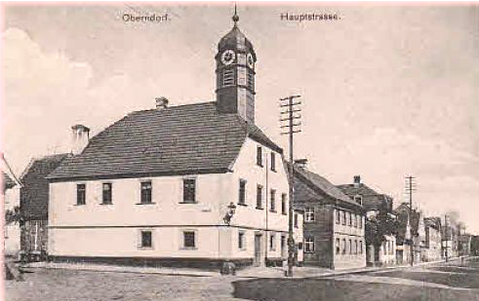
Hauptstraße mit Rathaus. Um 1912

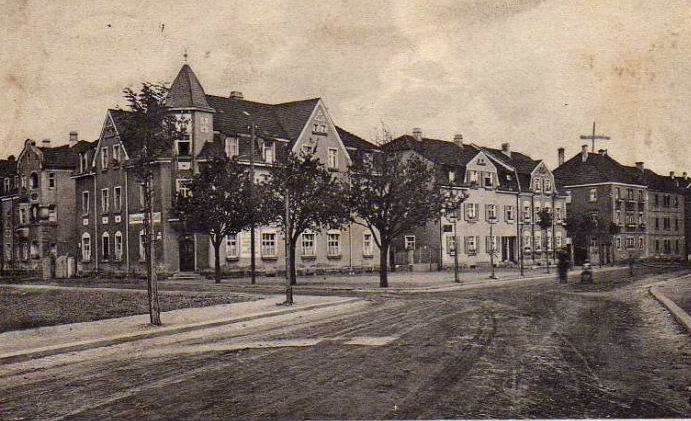
Bismarckstraße (heute Engelbert-Fries-Straße), Ecke Kornstraße. 1925

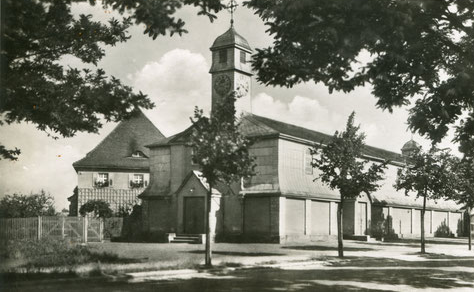
Notkirche St. Josef mit Pfarrhaus, Bismarckstraße. Zwischenkriegszeit

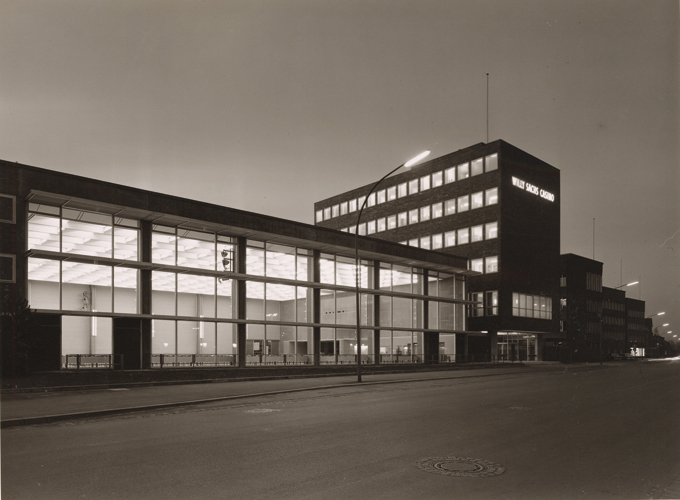
Ernst-Sachs-Straße mit der Hauptverwaltung der Fichtel & Sachs AG (heute ZF Friedrichshafen). 1959

1874 wurde der Bahnhof Oberndorf-Schweinfurt als Hauptpersonen-, Güter- und Rangierbahnhof eröffnet. Von 1893 bis 1903/1904 hieß er Centralbahnhof Schweinfurt und ist seitdem Schweinfurt Hauptbahnhof.
Am 1. Dezember 1919 wurde Oberndorf nach Schweinfurt eingemeindet. Den Ausschlag zur Eingemeindung gab die Großindustrie, die sich nur zu einem kleineren Teil auf Schweinfurter Gebiet und zum größten Teil auf den weitläufigen Arealen rund um den Hauptbahnhof auf Oberndorfer Gemeindegebiet angesiedelt hatte. Die Eingemeindung nach Schweinfurt versuchte Oberndorf vergeblich abzuwenden (siehe: Schweinfurt, Eingemeindung von Oberndorf).
Durch die zwischen den Altorten Oberndorf und Schweinfurt Ende des 19. Jahrhunderts entstandene Großindustrie auf Oberndorfer Gemarkung wurde die große Bebauungslücke zwischen beiden Altorten geschlossen. Der Verlauf der Gemarkungsgrenze ist baulich nicht mehr erkennbar und selbst bei Einheimischen kaum bekannt. Die Gemarkungsgrenze durchschneidet den westlichen Teil des Stadtteils Innenstadt entlang der Landwehrstraße und somit auch der Luitpoldstraße. Das heutige Schweinfurter Stadtgebiet entwickelte sich aus zwei Orten, die bereits in der reichsstädtischen Zeit politisch vereint waren (siehe: Mittelalter).

### Gegenwart
Ende der 2010er Jahre begannen Sanierungsmaßnahmen für Alt-Oberndorf (13,2 ha).

## Industriegeschichte

### Überblick
Die Oberndorfer Industriegeschichte wird im Artikel Schweinfurter Industriegeschichte behandelt. 
Im heutigen Stadtteil Oberndorf siedelten sich Ende des 19. und Anfang des 20. Jahrhunderts mehrere Großfirmen an. Die Fichtel & Sachs AG (Werk Nord, heute: ZF Friedrichshafen AG Werk Nord und ZF-Logistikzentrum) und Fries & Höpflinger (Werk Oberndorf, später: VKF Werk 2, heute: SKF Werke 2 und 4). FAG Kugelfischer (heute: Schaeffler-Gruppe) liegt in der Gemarkung Oberndorf, wird aber zum heutigen Stadtteil Bergl gezählt.

### Ernst-Sachs-Straße
Die Hauptstraße des Industriegebietes im heutigen Stadtteil Oberndorf ist die Ernst-Sachs-Straße. Als Oberndorf noch eine selbständige Gemeinde war, hieß sie Schweinfurter Straße. Hier siedelten sich 1875 die Vereinigten Ultramarinfabriken an, ferner die UFRA Malzfabrik. Ab 1915 wurde hier das Werk 2 (später: Werk Nord) von Fichtel & Sachs aufgebaut und ab 1925 die Deutsche Star Kugelhalter GmbH (heute: Bosch Rexroth, mit einem großen Werk im Hafen-West; das Werksgelände in Oberndorf gehört heute zu ZF Friedrichshafen).

Industriegebiet vor 1945 in den Gemarkungen Oberndorf und Schweinfurt
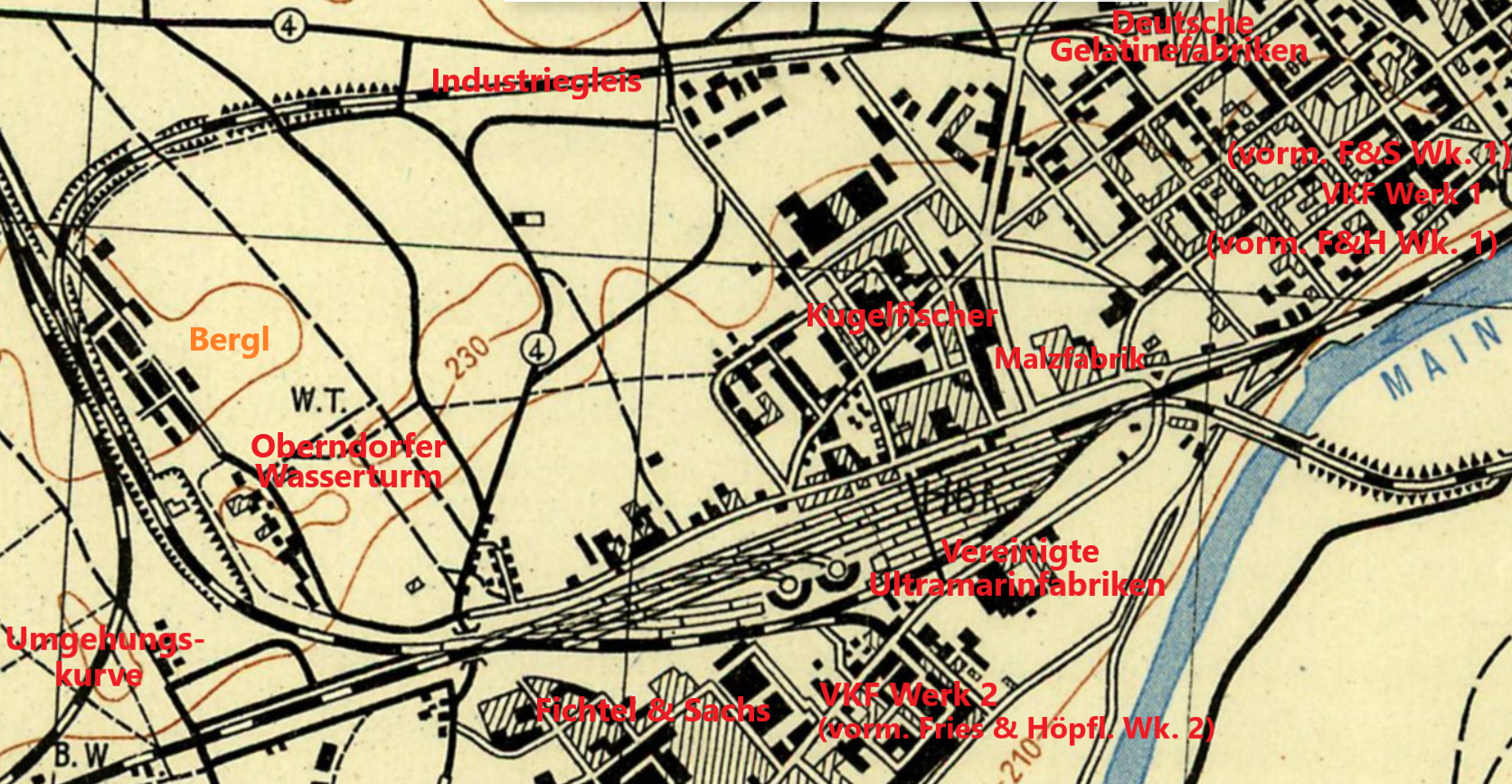
Die Gemarkung Oberndorf überdeckt fast den gesamten Planausschnitt, nur der obere, rechte Bereich gehört zur Gemarkung Schweinfurt. Der Altort Oberndorf liegt südlich des Gleisdreiecks.

### Vereinigte Ultramarinfabriken
Die Vereinigten Ultramarinfabriken sind nicht mit der älteren Ultramarinfabrik Gademann im heutigen Nordöstlichen Stadtteil zu verwechseln.
Eine 1859 in Heidelberg gegründete Ultramarinfabrik wurde 1875, auch auf Anregung eines früheren Mitinhabers der Firma Gademann & Co. Alfred von Berg, nach Oberndorf verlegt. Ein neues, modernes Werk mit Gleisanschluss wurde südlich des damaligen Bahnhofs Oberndorf-Schweinfurt (heute Hauptbahnhof) errichtet und ein Jahr später die Herstellung aufgenommen. 1838 errichtete Johannes Zeltner in Nürnberg die erste Ultramarinfabrik Bayerns. 1880 wurde die Vereinigte Ultramarinfabriken-AG. Nürnberg gegründet, in die die Schweinfurter Firma integriert wurde. Das Werk in Schweinfurt wurde 1936/37 stillgelegt. Das Werksgelände wurde in das südwestlich angrenzende VKF Werk 2 integriert (heute SKF Werk 2).

Vereinigte Ultramarinfabriken um 1880
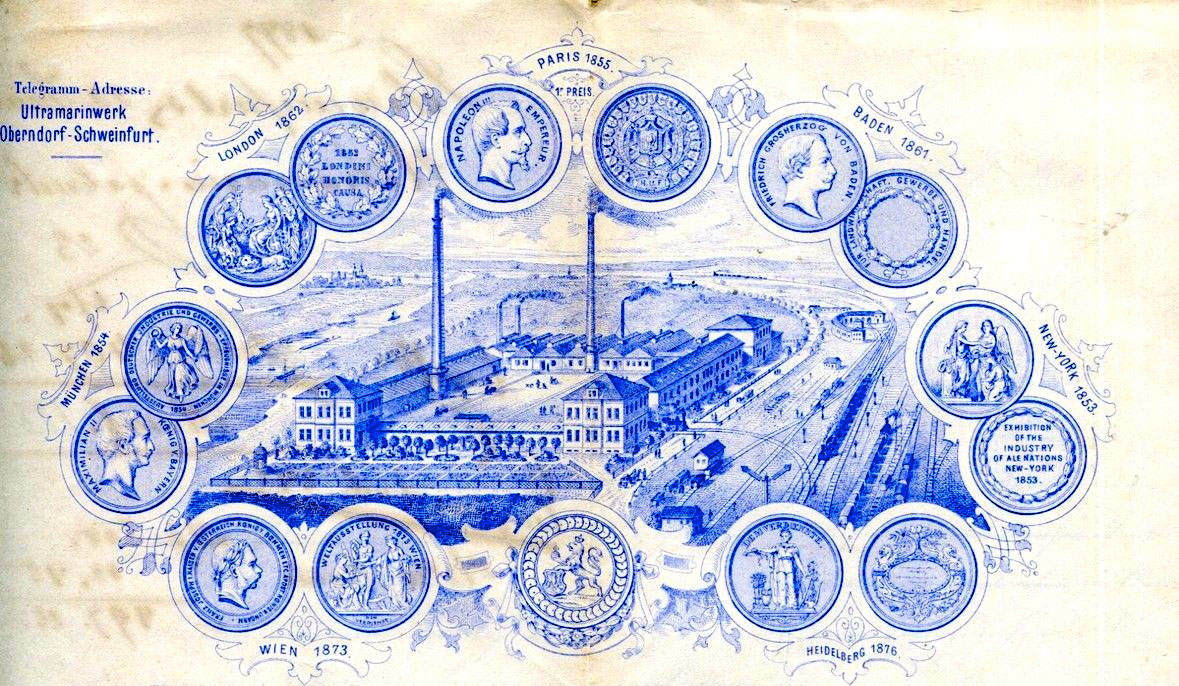
Rechts der Fabrik die heutige Ernst-Sachs-Straße und der Bahnhof Oberndorf-Schweinfurt (heute Hauptbahnhof), südlicher Bereich mit Hauptgüterbahnhof. Heute befindet sich hier der Containerterminal Schweinfurt. Vor der Fabrik verläuft heute die Auffahrt zur Hahnenhügelbrücke. Links der Main. Hinten, rechts der Schornsteine, alter Ortskern von Oberndorf; zwischen den beiden großen Schornsteinen Bergrheinfeld und links vom Main Grafenrheinfeld.

## Kultur und Sehenswürdigkeiten

### Bürgerverein und Veranstaltungen

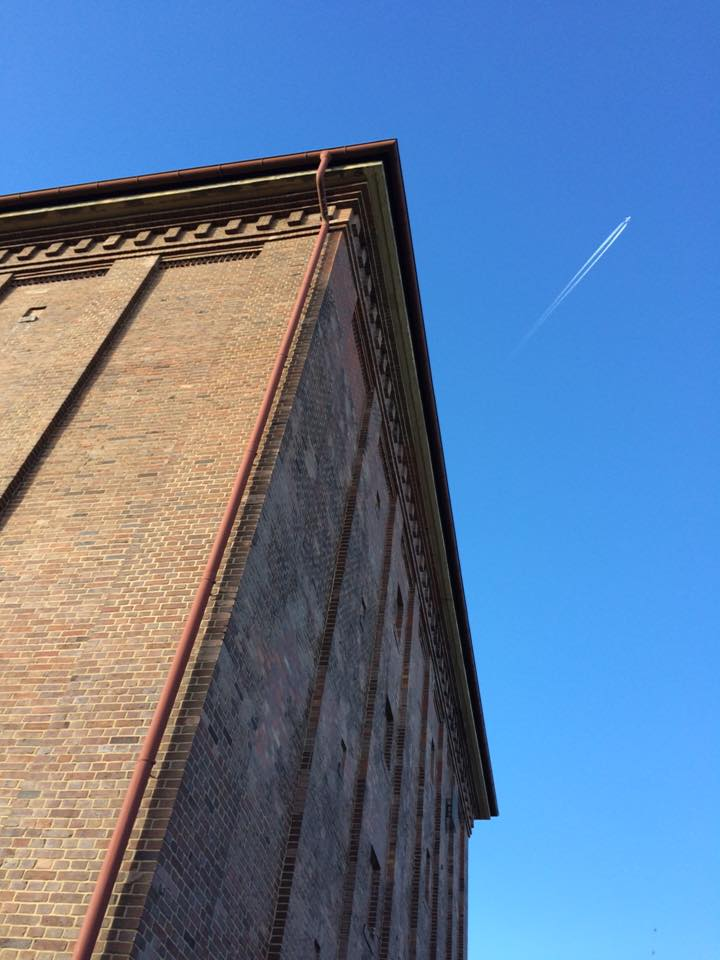
Deutsches Bunkermuseum

Der 1997 gegründete Bürger- und Kulturverein Oberndorf unterscheidet sich etwas von den anderen Stadtteil-Bürgervereinen Schweinfurts, u. a.auch dadurch, dass deren Erste Vorsitzende umgangssprachlich als „Stadtteilbürgermeister(in)“ bezeichnet werden. Hintergrund ist u. a. die Tatsache, dass Oberndorf (im Gegensatz zu allen anderen Stadtteilen) in früheren Zeiten selbstständig war und tatsächlich einen „echten“ Bürgermeister hatte.
Der BKVO veranstaltet neben Lesungen (auch in fränkischem Dialekt) und musikalischen Veranstaltungen auch gesellige Veranstaltungen (Schafkopfrennen, Schlachtschüssel), er richtet – im Gegensatz zu den anderen Bürgervereinen – nicht die Stadtteil-Kirchweih aus, das macht traditionell am ersten Septemberwochenende der Turnverein Oberndorf (TVO).
Alljährlich (außer in der Coronazeit) an Fronleichnam (10 Tage nach Pfingsten) findet im Friedrich-Pfister-Park das „Oberndorfer Walpurgisgericht“ statt, eine historische spätmittelalterliche Gerichtsveranstaltung nach dem Ende des vorangegangenen Gerichtsjahres am 1. Mai (dem damaligen Gedenktag der Hl. Walburga). Das teilhistorische Schauspiel wird von einem Fest und einem Markt sowie Lagergruppen umrahmt und vom BKVO organisiert.

### Museen
- Künstlerhof Oberndorf
- Deutsches Bunkermuseum
- Das ZF-Sachs-Museum befindet sich in einer umgebauten Industriehalle und wurde mit dem Architekturpreis German Design Award 2016 ausgezeichnet.[16]

### Kirchen und ehemalige Wasserburg
- Die Kreuzkirche (13. Jahrhundert/1940) ist die alte evangelische Kirche Oberndorfs. Sie steht an der Stelle einer mittelalterlichen Wasserburg, an der sich auch der Kirchhof befindet, der älteste Teil des Friedhofs Oberndorf. Chor und Turm der Kreuzkirche stammen aus dem 13. Jahrhundert und waren Teile der Burgkapelle der ehemaligen Wasserburg Oberndorf.
- Katholische St.-Josef-Kirche
- Evangelische Freikirche, Engelbert-Fries-Straße

### Ortsbild
Trotz unmittelbarer Nähe zur Großindustrie und nach Kriegsschäden ist das historische Ortsbild von Alt-Oberndorf mit altfränkischen Häusern weitgehend erhalten.

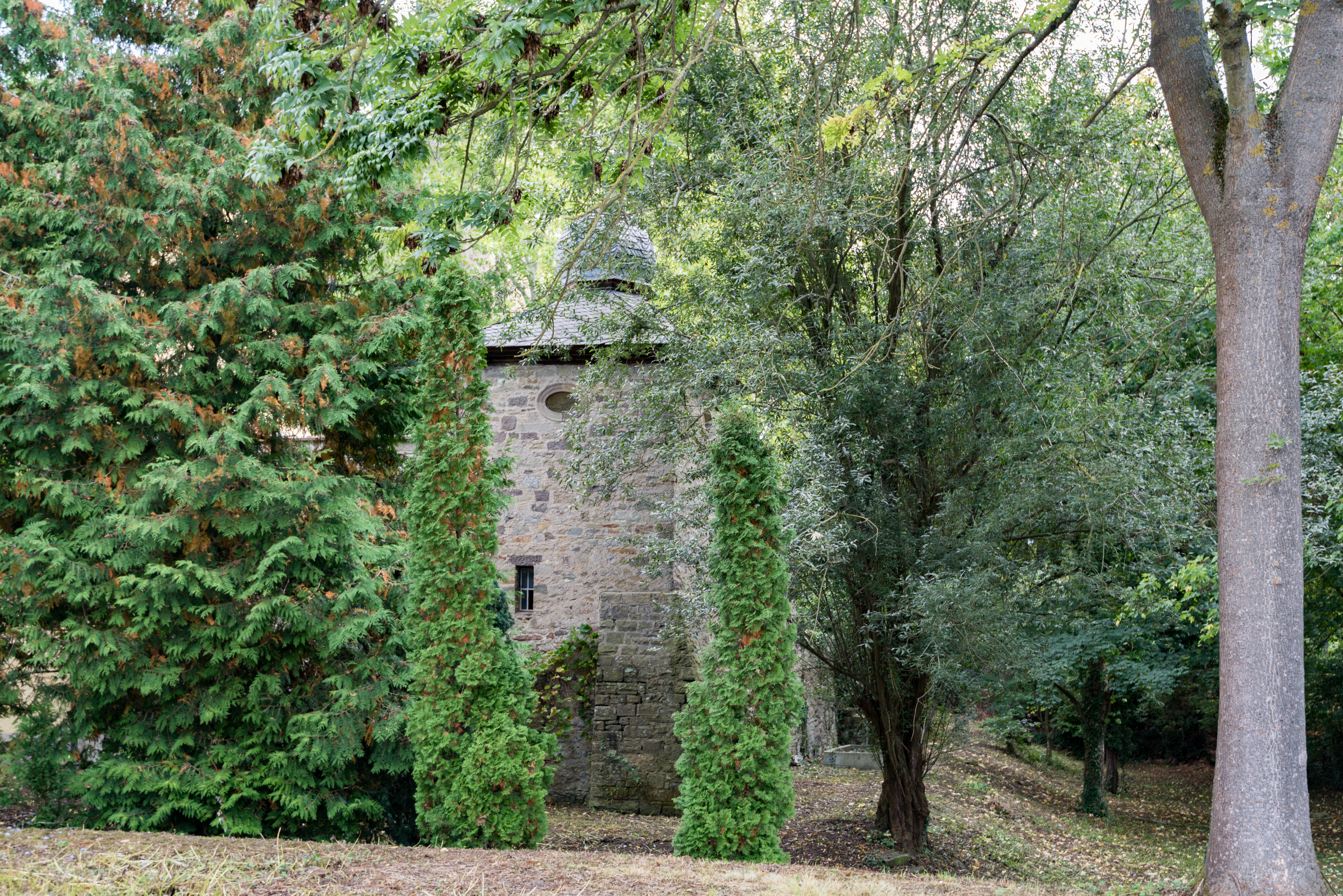
Grabenreste der Wasserburg
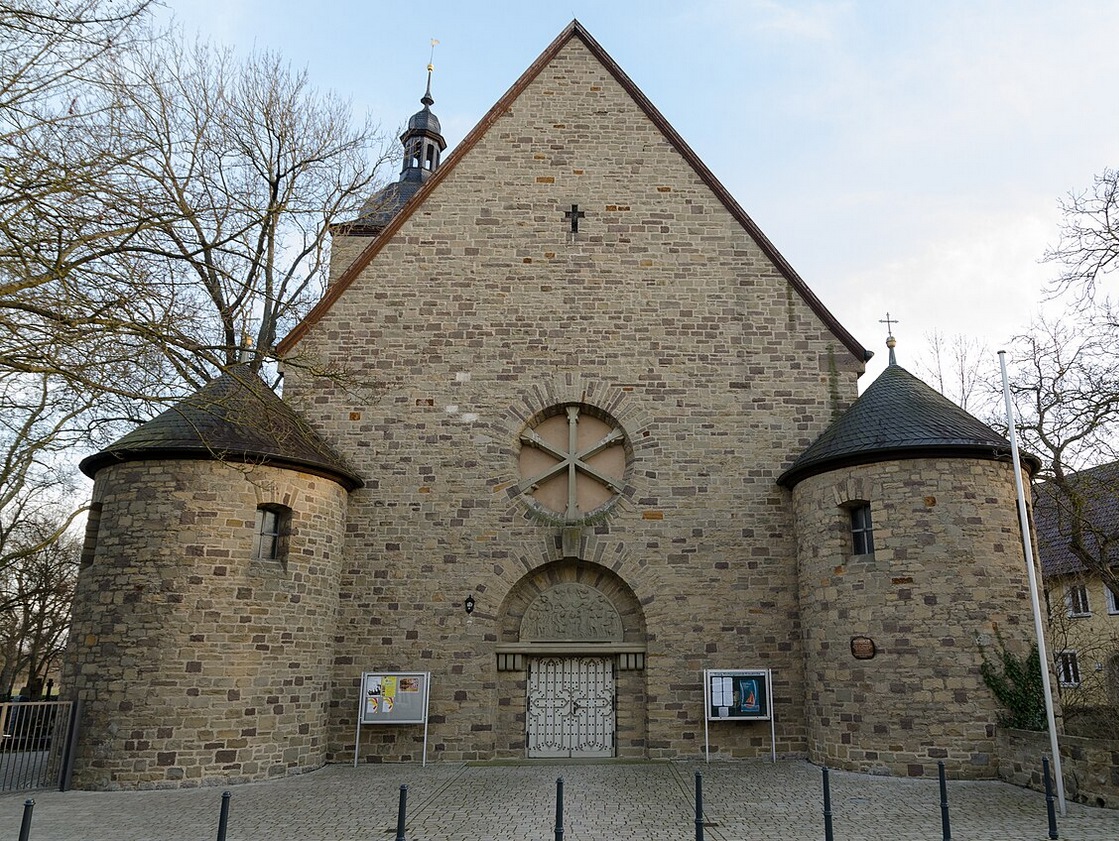
Nordportal der Kreuzkirche
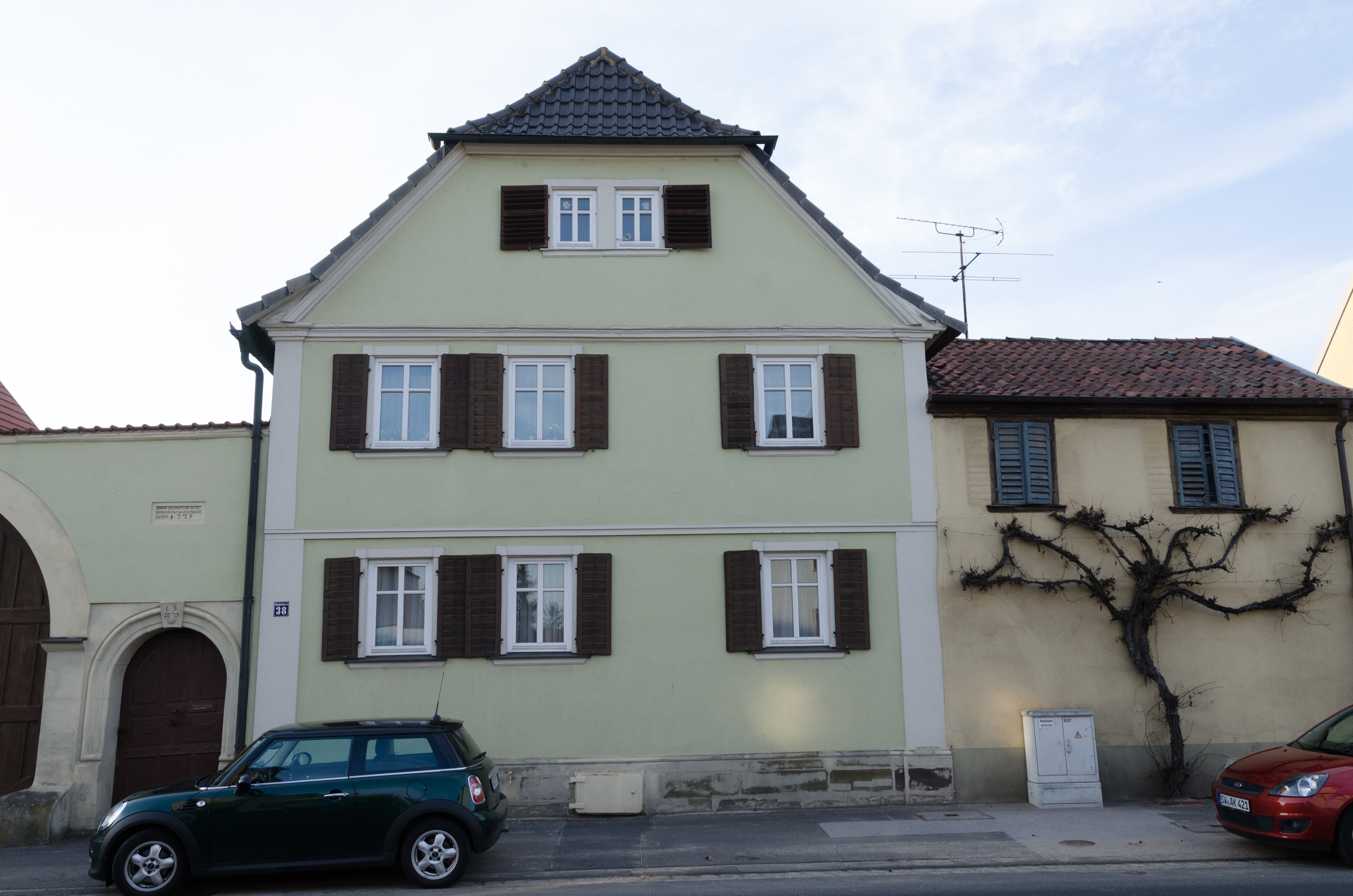
Bauernhof in der Hauptstraße
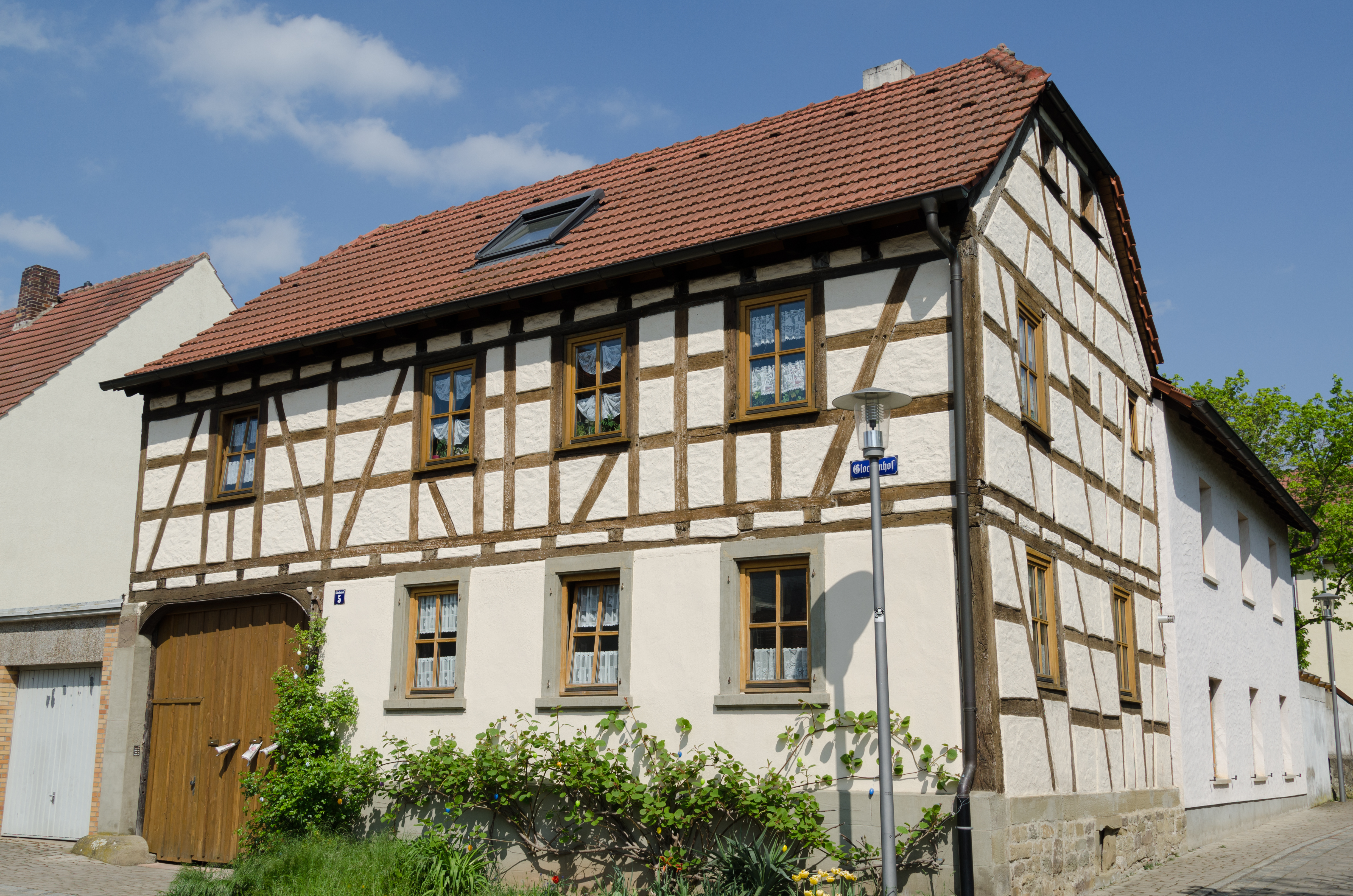
Glockenhof

### Industriebauten der Moderne

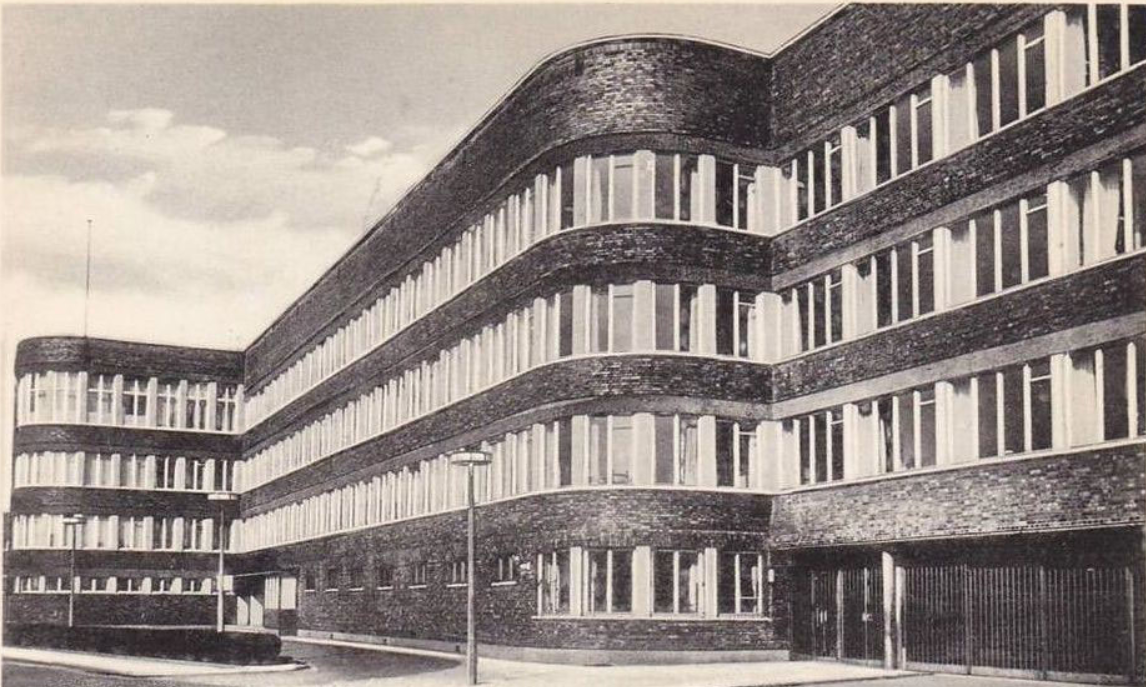
Hauptverwaltung der Fichtel & Sachs AG von Paul Bonatz (1933); nach Vorbild des Berliner Shell-Hauses (1930–1932). Heute ZF Friedrichshafen AG

Die Bebauung der Ernst-Sachs-Straße besteht zum größten Teil aus einem Ensemble der 1930er Jahre, dessen Kriegsschäden nach Originalplänen beseitigt wurden, mit den für Schweinfurt typischen Industrie-Klinkerbauten der Neuen Sachlichkeit, dem sogenannten Bauhausstil (oder auch Neues Bauen).
- Hauptverwaltung der Fichtel & Sachs AG vom Erbauer des Stuttgarter Hauptbahnhofs Paul Bonatz (Neues Bauen 1931–1933; nach Vorbild des Berliner Shell-Hauses (1930–1932) von Emil Fahrenkamp). In der Nachkriegszeit um eine Etage aufgestockt. Heute Verwaltungsgebäude der ZF Friedrichshafen AG (Standort Schweinfurt, Werk Nord).
- Bau 65 (2001–2003) von Baurconsult innerhalb des Werks Nord der ZF Friedrichshafen AG

### Vereine
- TV Schweinfurt-Oberndorf 1862 (Veranstalter der Stadtteil-Kirchweih Oberndorf)
- Bürger- und Kulturverein Oberndorf e. V. (Veranstalter des Walpurgisgerichts und Verwalter des Feuerwehrhauses)

## Wirtschaft und Infrastruktur
Großindustrie
- ZF Werk Nord
- SKF Werk 2
- SKF Werk 4
- ZF Logistikzentrum

Verkehr
- Hauptbahnhof
- Containerterminal
- Stadtbuslinien 120 und 170[17]
- Staatsstraße St 2447

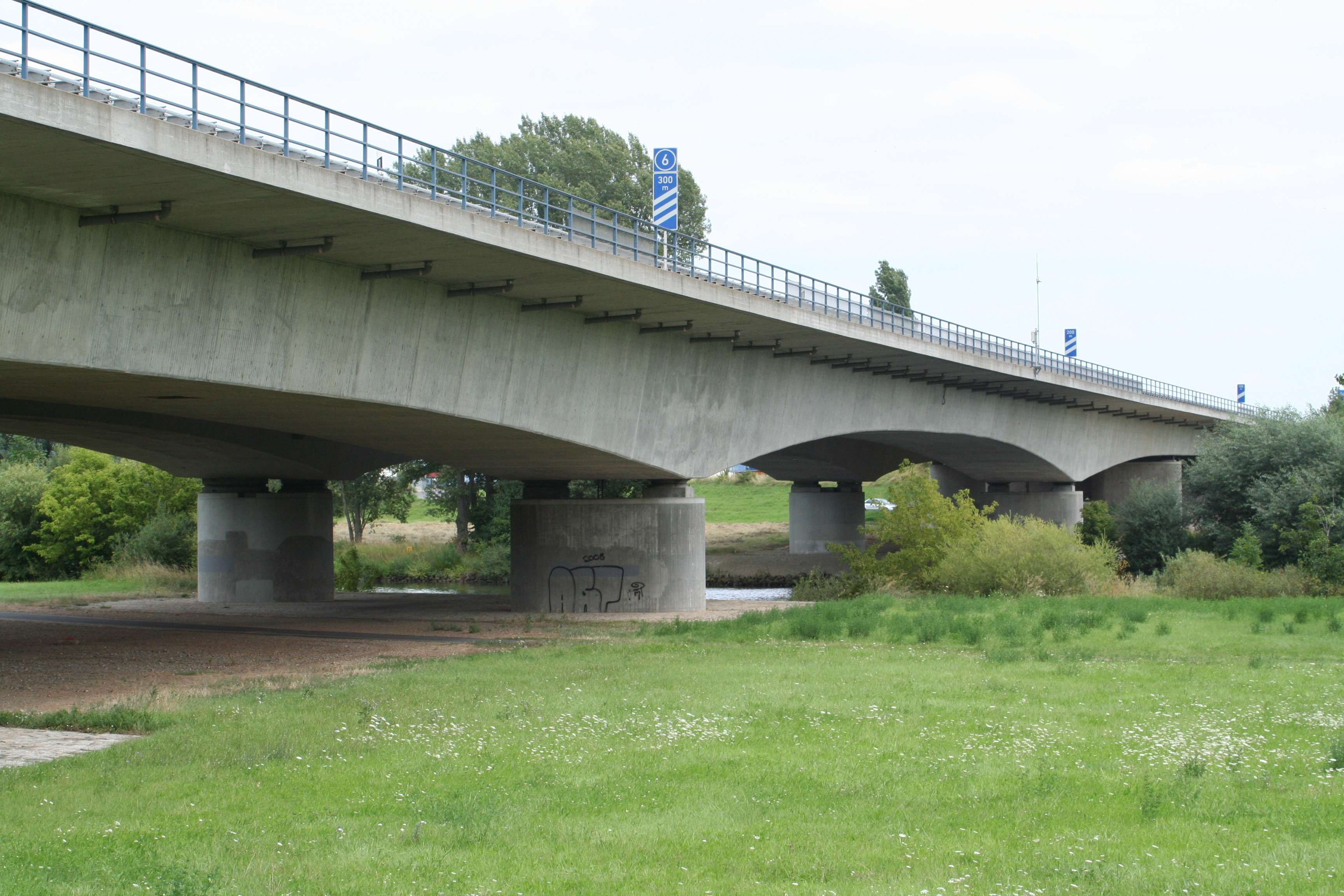
Mainbrücke Oberndorf der A 70

- Bundesautobahn 70 (Europastraße 48) Anschlussstelle Nr. 5 Schweinfurt/Bergrheinfeld (Oberndorf)

Schulen
- Grundschule: Dr.-Pfeiffer-Schule
- Förderschule: Pestalozzi-Schule

Kindergärten

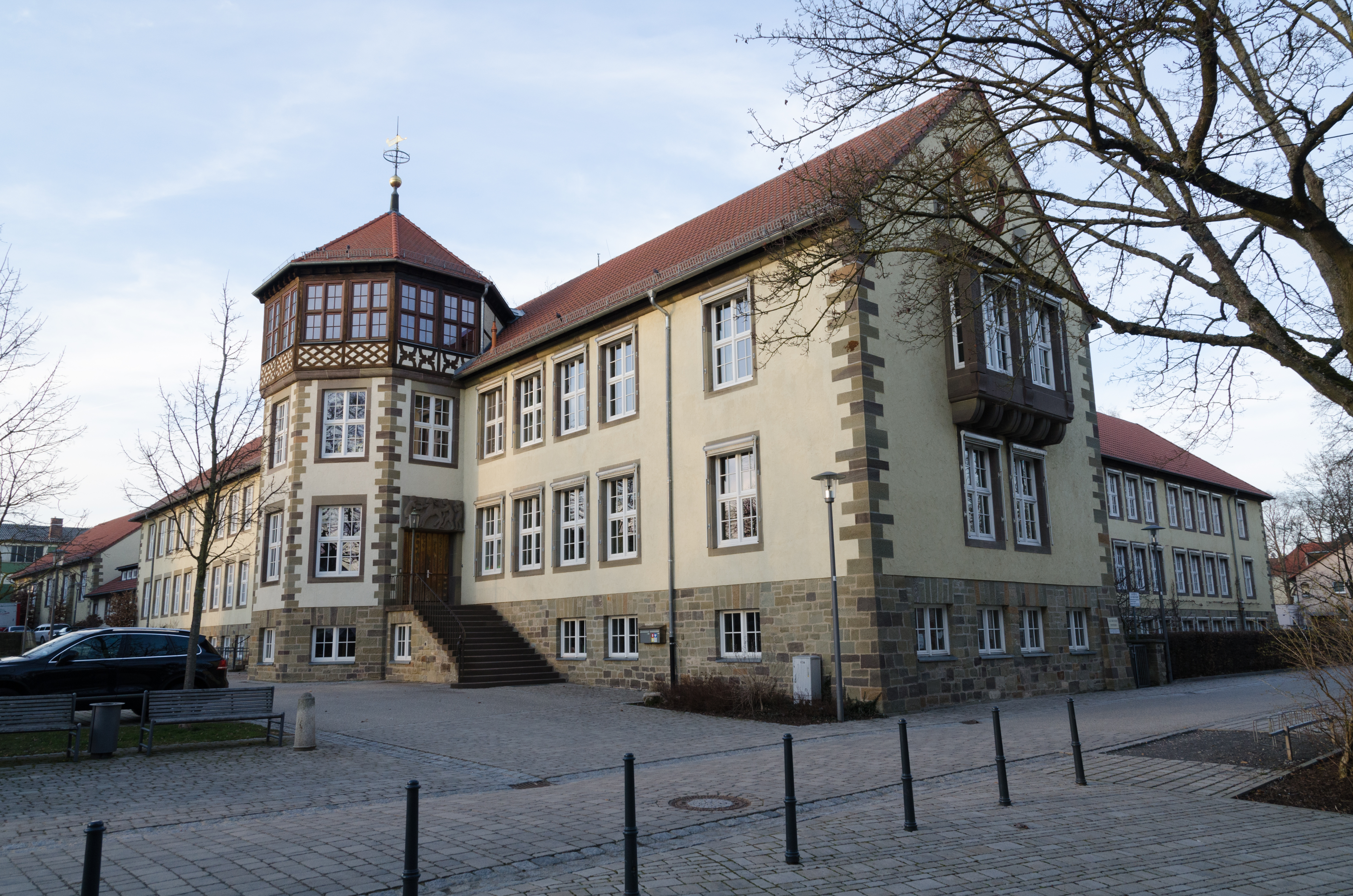
Dr.-Pfeiffer-Schule

- Evangelischer Kindergarten Kreuzkirche Oberndorf
- Kindertagesstätte St. Josef

Veranstaltungssaal
- Veranstaltungssaal im alten Feuerwehrhaus

Friedhöfe
- Friedhof Oberndorf

Banken

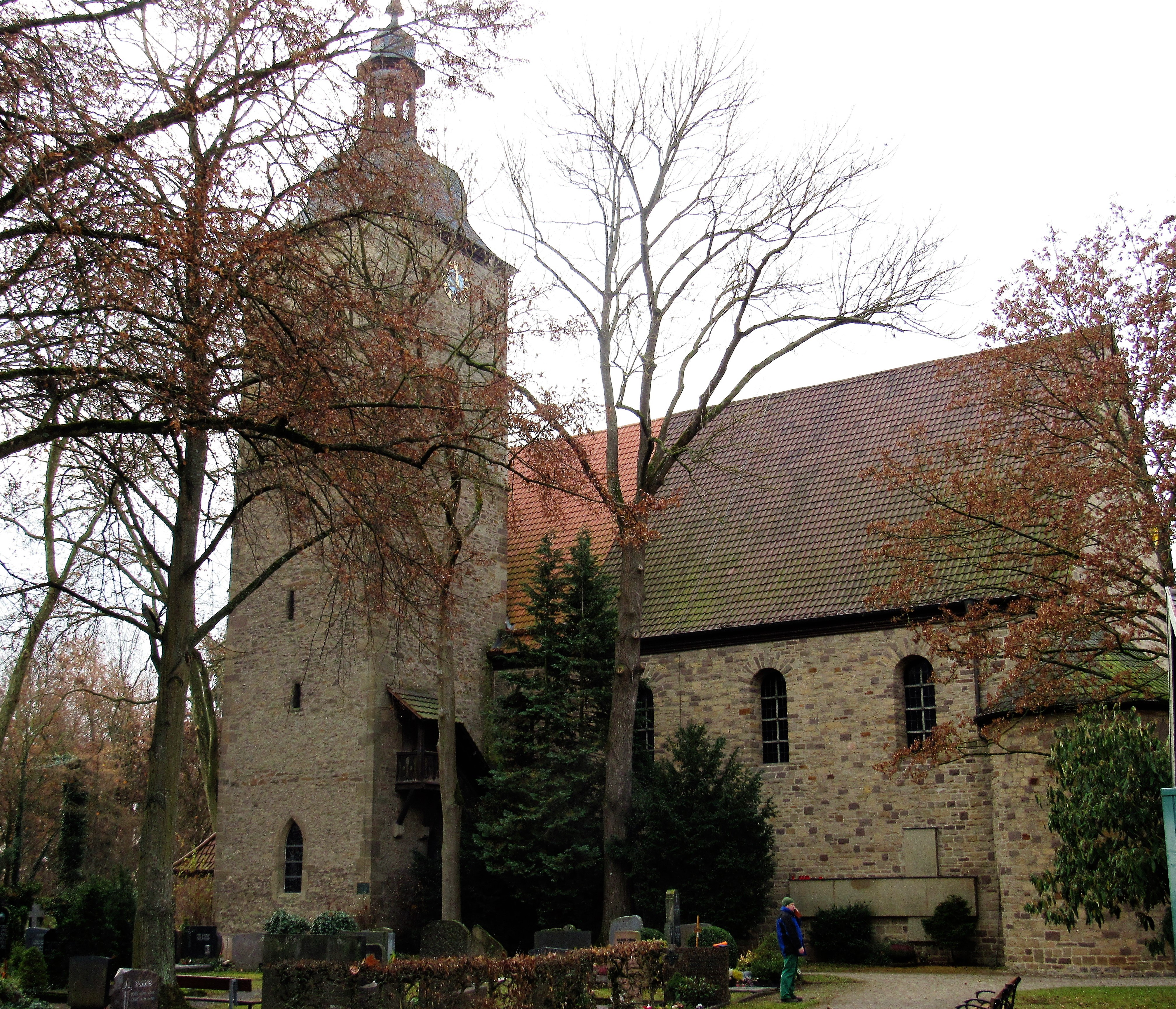
Friedhof Oberndorf
im Kirchhof der Kreuzkirche

- Filiale der Sparkasse Schweinfurt-Haßberge

Gastronomie und Nachtleben
- Zwei Pensionen
- Lokale in Hauptstraße und Ernst-Sachs-Straße
- Großdiskothek

## Weitere Gebiete

### Neues Gewerbegebiet
Im Flächennutzungsplan der Stadt ist seit vielen Jahren ein Gewerbegebiet an der Autobahn 70, Ausfahrt Nr. 5 Schweinfurt/Bergrheinfeld ausgewiesen. Das 6 Hektar große Areal liegt zwischen der Würzburger Straße, der A 70 und der Verlängerung der Bergrheinfelder Straße. Es besteht eine Vorkaufsrechtssatzung der Stadt.

### Münzberg
(Bezirk 63: Oberndorf-Nordwest)

#### Beschreibung

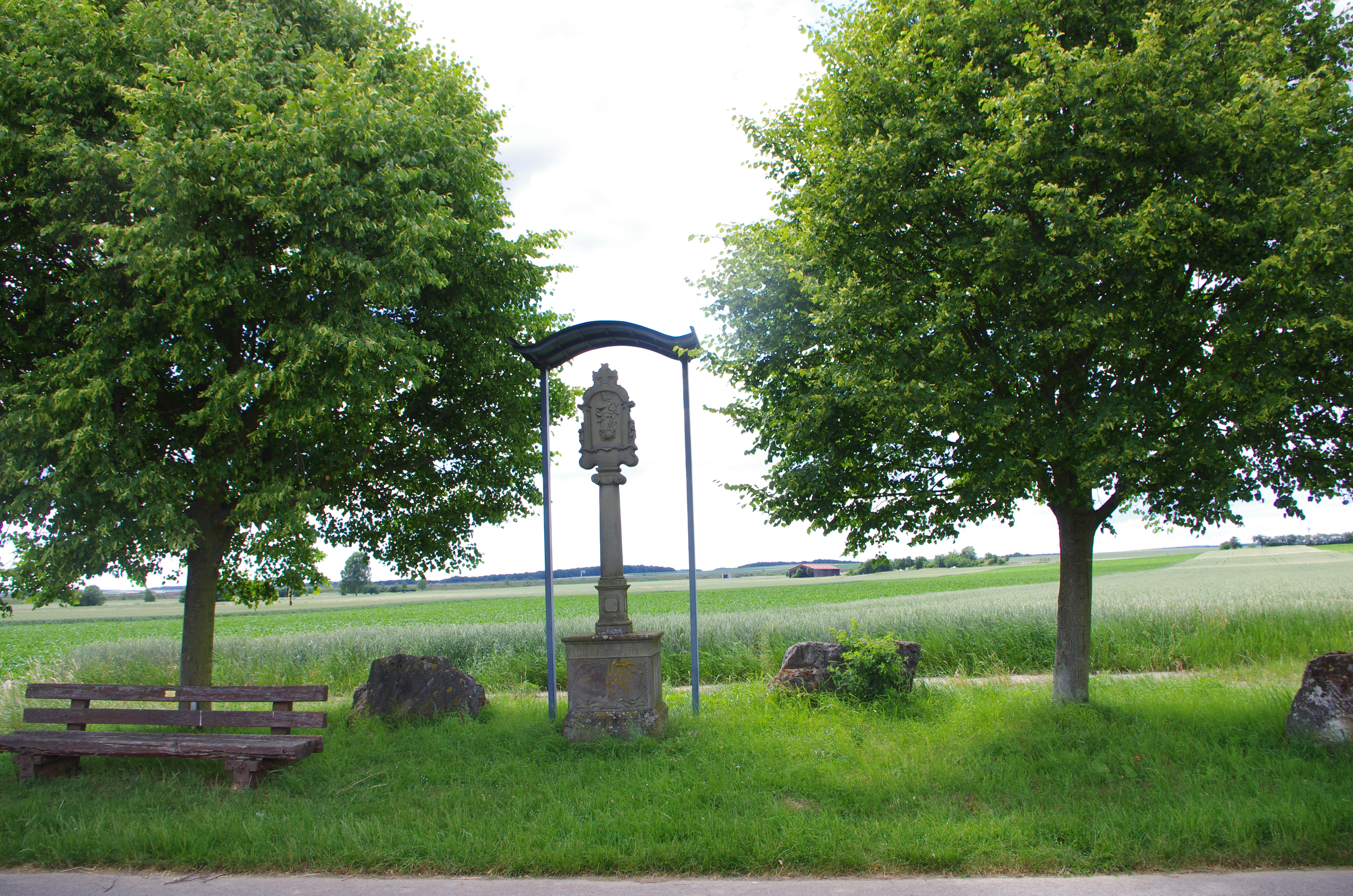
Bildstock am Rothmühlweg (1761) mit Blick in den Schweinfurter Gau

Nördlich der Bahnstrecke nach Würzburg liegt das (mit Ausnahme zweier Aussiedlerhöfe) größte unbebaute, nicht bewaldete Gebiet Schweinfurts mit der Flurbezeichnung Münzberg im Kern, um das (von Norden im Uhrzeigersinn) die Fluren Rothhügel, Loh, Landwehr und Techenberg liegen. Im Osten grenzt es ans Bergl und im Nordwesten an den Werngrund. Das Areal ist 2,44 km² groß und wird fast ausschließlich landwirtschaftlich genutzt, am nordwestlichen Rand befinden sich einige Kleingärten. Im Flächennutzungsplan der Stadt Schweinfurt ist in diesem Gebiet bisher keine Bebauung vorgesehen.
Am Ostrand des Areals, an der Einfahrt zum Hauptbahnhof, befand sich ein Gleisdreieck (siehe: Schweinfurt Hauptbahnhof, Zweiter Weltkrieg f.). Im Werngrund wird am Bereich Münzberg seit 1995 ein großes Renaturierungsprojekt des Wasserwirtschaftsamtes Bad Kissingen auf 5,6 km Länge mit den bis zu 190 Meter breiten Uferbereichen des Flachlandgewässers Wern durchgeführt. Im Westen, unmittelbar hinter der Stadtgrenze, liegen an der Autobahn 71 das Abfallwirtschaftszentrum und die Deponie Rothmühle des Landkreises Schweinfurt.

#### Geplantes Toyota-Werk
In den 2000er Jahren plante Toyota ein kontinentaleuropäisches Werk für seine Luxusmarke Lexus aufzubauen, um näher an den europäischen Kunden zu sein. Das Areal sollte, einschließlich späterer Erweiterungsmöglichkeiten, mehrere Quadratkilometer umfassen. Für eine Toyota-Bewerbung, die auch die Stadt Augsburg anstrebte, waren von der Stadt Schweinfurt unter ihrer damaligen Oberbürgermeisterin Gudrun Grieser der Bezirk 63 angedacht und die Flächen südlich der Bahnlinie, im westlichen Teil des Bezirks 62, mit knapp einem Quadratkilometer. Das Angebot sollte also insgesamt etwa 3 Quadratkilometer umfassen. Die weltwirtschaftliche Lage verschlechterte sich jedoch und Toyota nahm Abstand von seinen Plänen.

## Persönlichkeiten

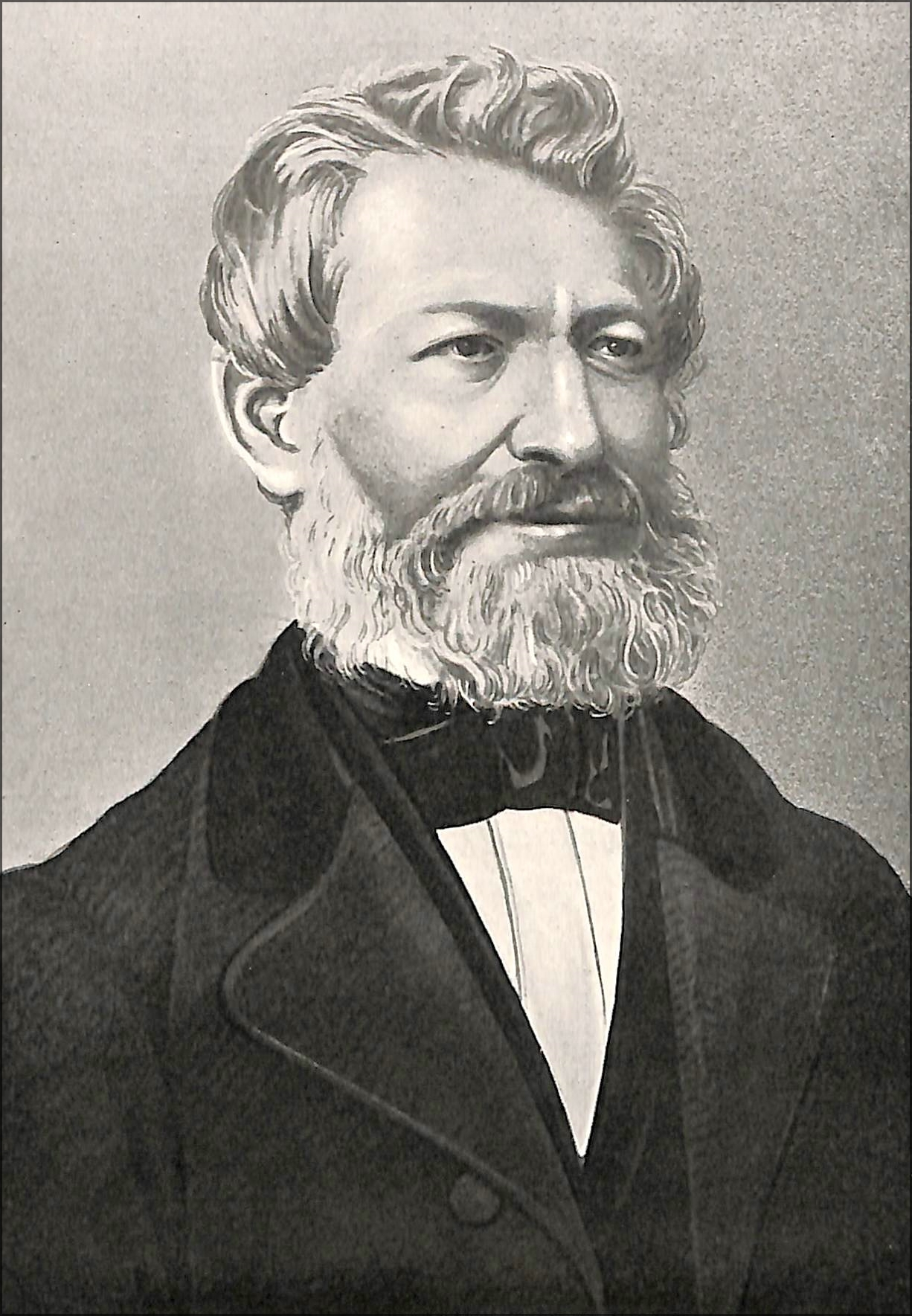
Philipp Moritz Fischer

- Philipp Moritz Fischer (1812–1890), Erfinder der Tretkurbelfahrrads (siehe: Einleitung des Artikels), ist in Oberndorf geboren
- Carl-Siegfried von Georg (1886–1957), Marineoffizier und U-Boot-Kommandant im Ersten Weltkrieg, ist in Oberndorf geboren
- Adolf Schröppel (1906–1988), deutscher Apotheker, botanischer Sammler und Heimatforscher, ist in Oberndorf geboren
- Gustl Kirchner (1920–1984), Kunstmaler, lebte im ehemaligen bäuerlichen Anwesen des Künstlerhofs (siehe Schweinfurt, Museen)
- Gunter Sachs (1932–2011), Industriellenerbe und Kunstsammler, hatte in der Nachkriegszeit eine Zeitlang seinen Arbeitsplatz in der Hauptverwaltung der Fichtel & Sachs AG in Oberndorf
- Helene Luise Köppel (* 1948), Autorin von historischen Romanen, lebt in Oberndorf